# Basler Stadtmauer

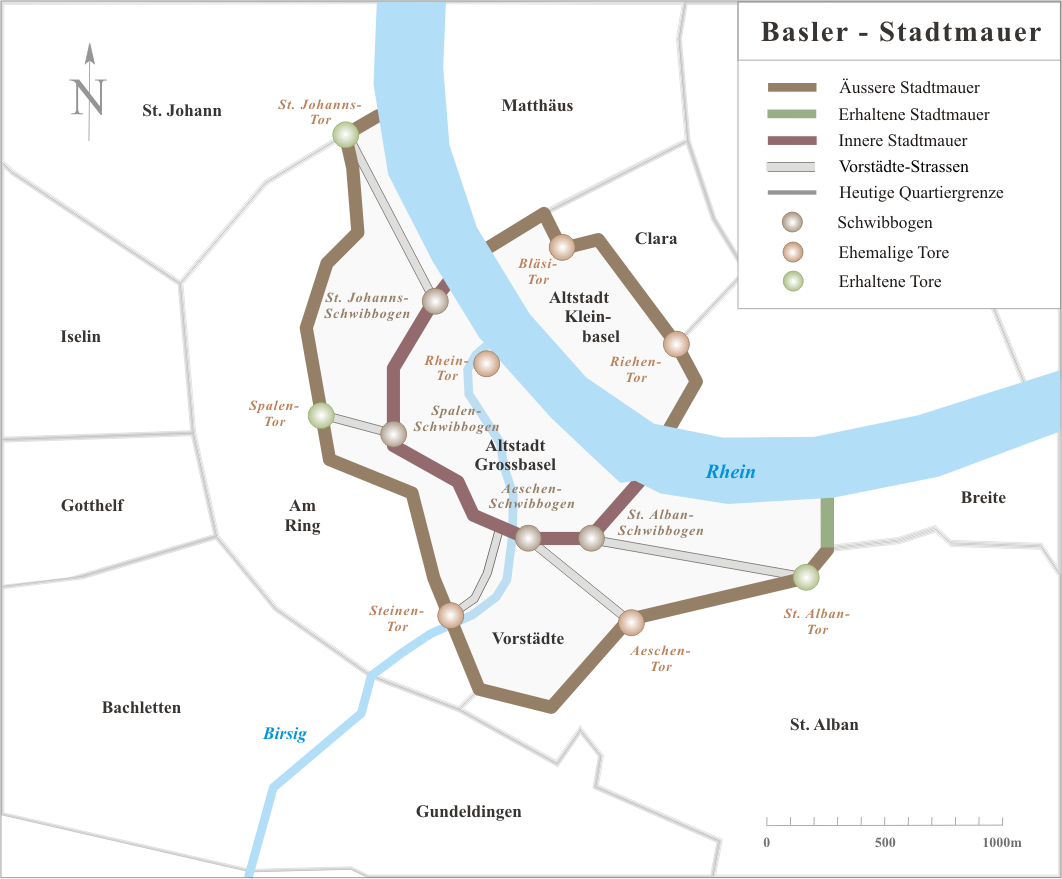
Basler Stadtmauer

Die Basler Stadtmauer ist ein Mauerbauwerk, welches in drei verschiedenen Grössen von 1080 bis 1860 als Befestigungsanlage für die schweizerische Stadt Basel diente. An der Inneren und Äusseren Stadtmauer bildeten Tore und Schwibbögen den Ein- und Ausgang in die Stadt. Heute existieren noch drei Stadttore und ein kurzes Mauerstück, welche unter Denkmalschutz stehen.

## Erste Stadtmauer

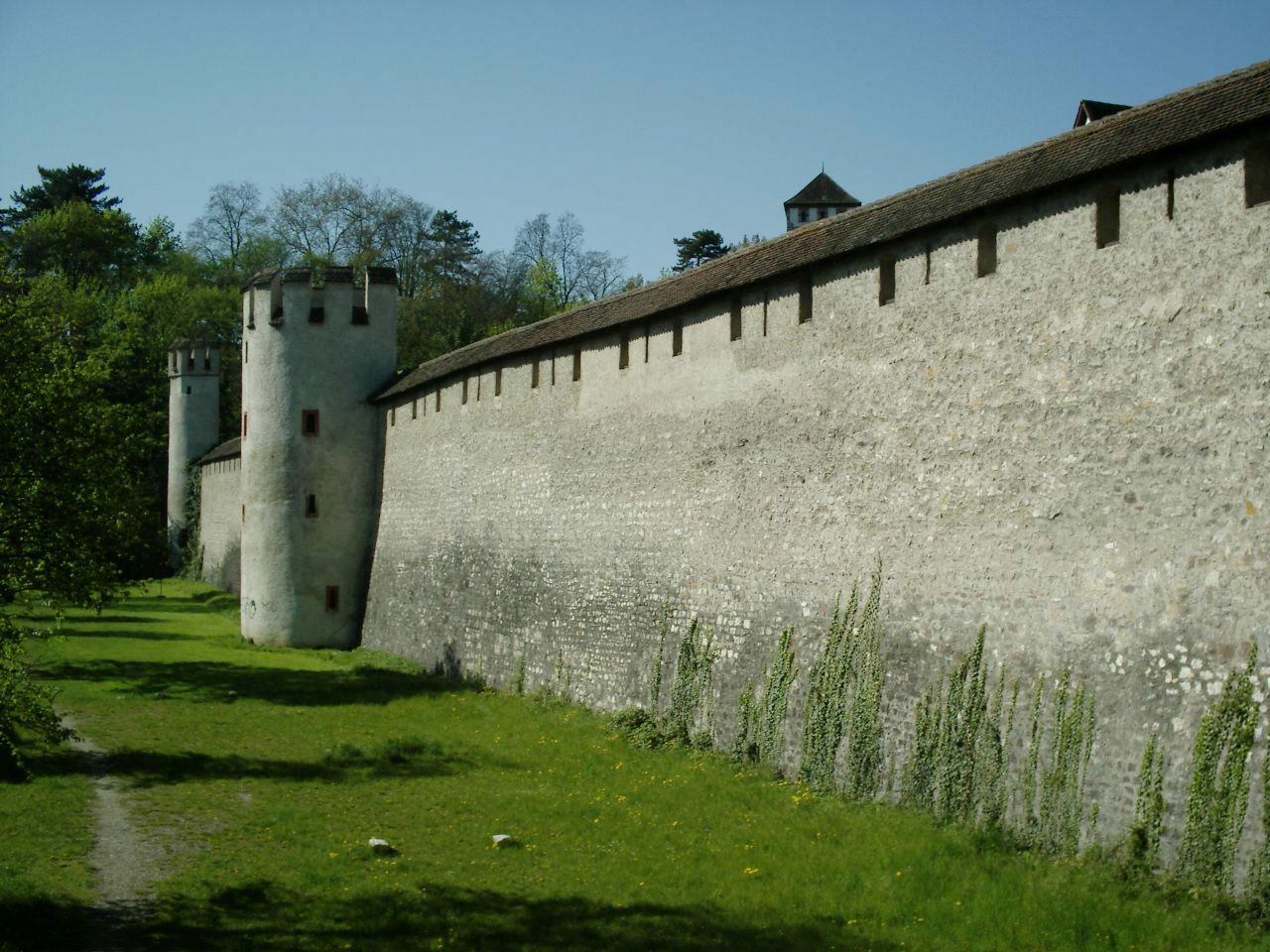
Aussenseite des Mauerstücks im «Dalbeloch»

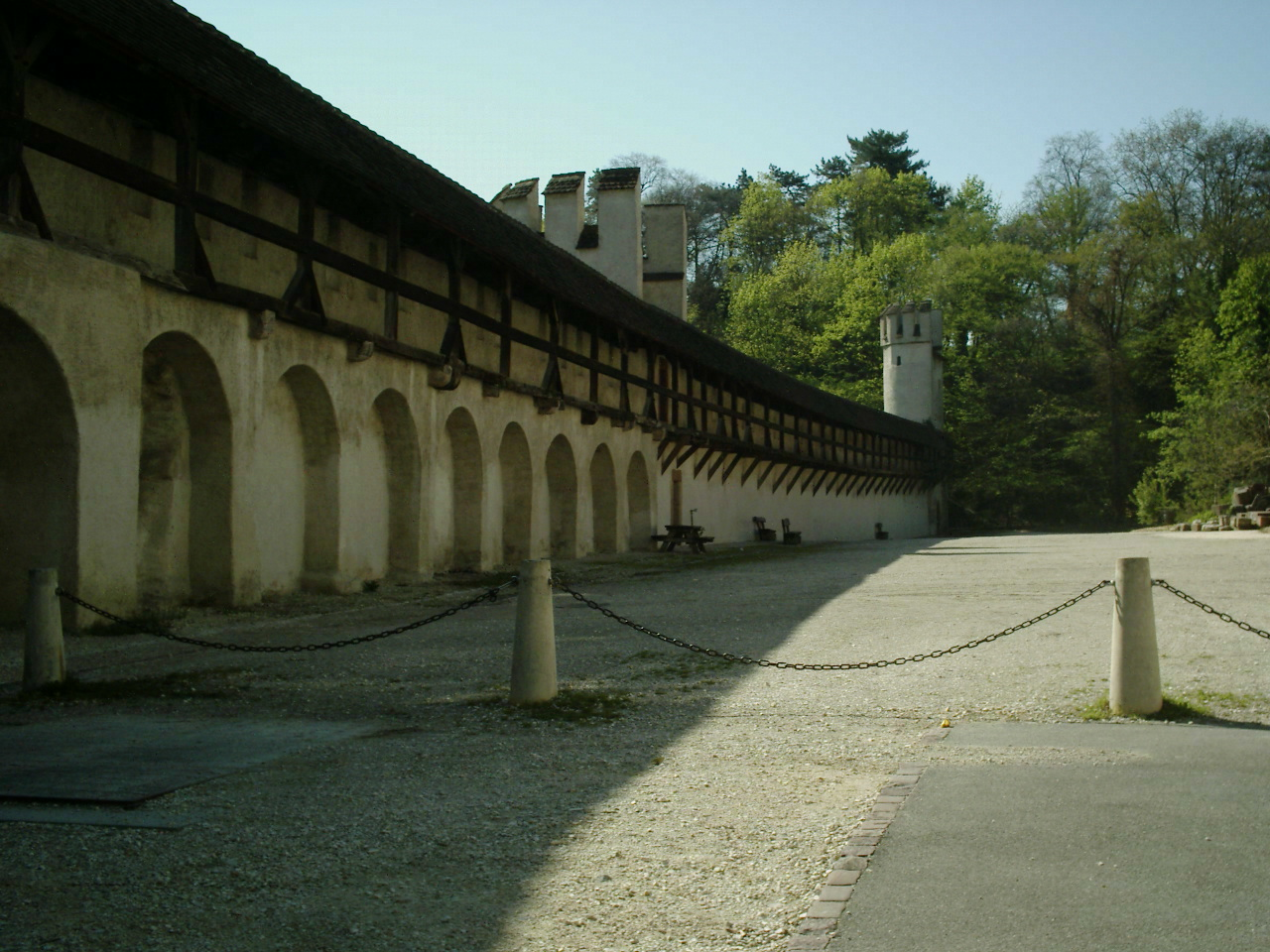
Innenseite des Mauerstücks im «Dalbeloch»

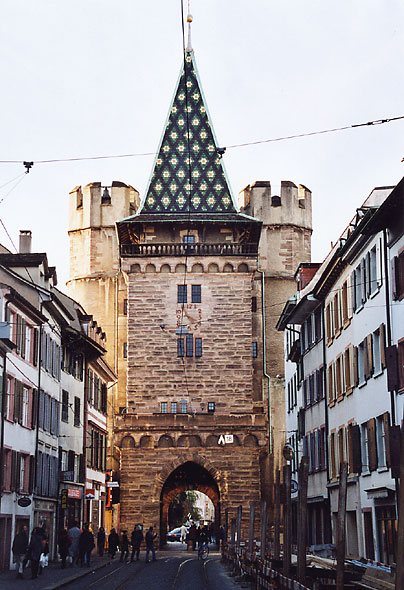
Spalentor

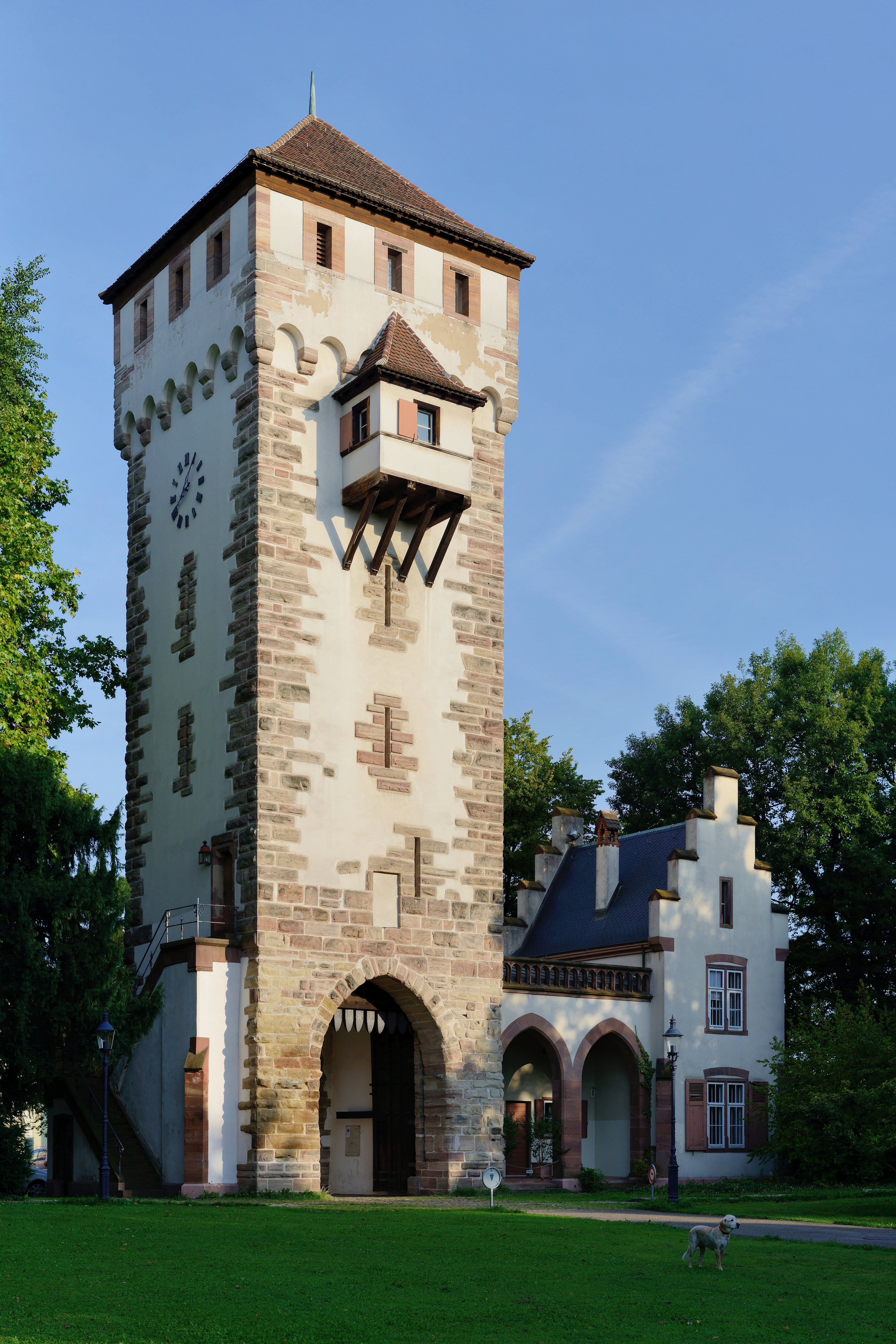
St. Alban-Tor

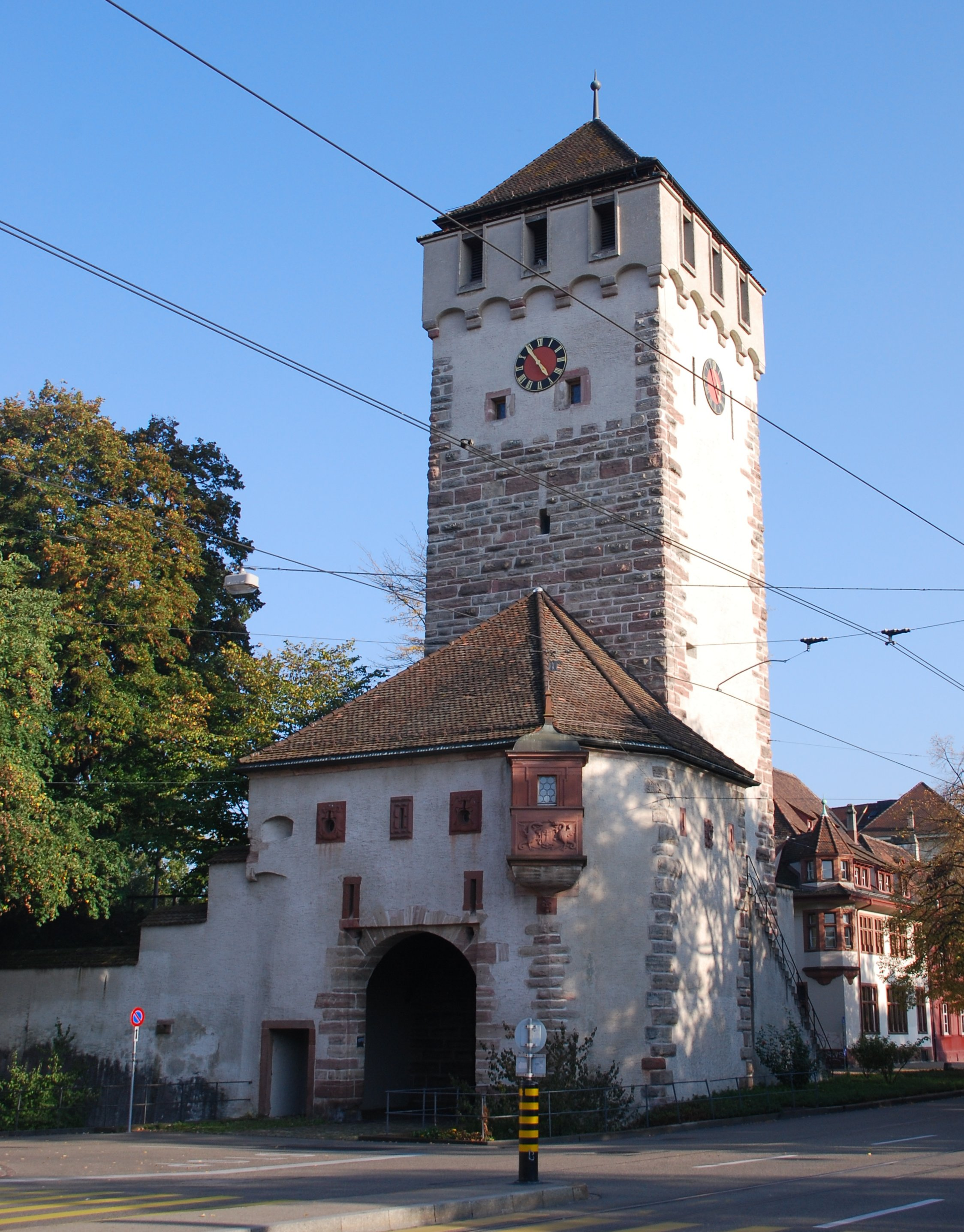
St. Johanns-Tor

Die erste nachweisbare nachrömische Stadtmauer von Basel wurde um 1080 erbaut. Bauherr war Burkhard von Fenis, welcher 1072 von König Heinrich IV. zum Bischof von Basel ernannt worden war. Der Verlauf dieser Mauer ist nur bruchstückhaft bekannt, man nimmt aber an, dass er weitgehend identisch war mit jenem der später gebauten Inneren Stadtmauer.

## Innere Stadtmauer
Um 1230 wurde die Burkhardsche Mauer durch eine neue Stadtmauer ersetzt, die heute die «Innere Stadtmauer» genannt wird. Diese neue Mauer folgte wahrscheinlich weitgehend der Burkhardschen. Sie wurde einige Meter ausserhalb der alten Mauer in den Stadtgraben hinein gebaut, der Raum zwischen der alten und der neuen Mauer wurde aufgefüllt und zum Rondenweg ausgebaut.

## Äussere Stadtmauer
Die Stadt entwickelte sich weiter, und vor der Stadtmauer entstanden die Vorstädte. Diese waren zweifellos befestigt, die Details dieser Befestigungen sind aber nicht bekannt. 
1362 begann die Stadt, die zu dieser Zeit bereits durch einen Rat regiert wurde, mit dem Bau einer neuen, weiter gefassten Stadtmauer, die nun auch die Vorstädte umschloss. Möglicherweise trug das Erdbeben von 1356 mit seinen Zerstörungen zum Beschluss des Neubaus bei. Grabsteine und Grabsteinfragmente des 1348 (im Basler Judenpogrom) zerstörten jüdischen Friedhofs wurden in der Mauer eingebettet. Diese Stadtmauer wird heute die «Äussere Stadtmauer» genannt. Sie wurde so weitläufig angelegt, dass sie auch viel unbebauten Raum umschloss, so dass eine weitere Stadtentwicklung innerhalb der Mauer möglich war. Nachdem die Stadt im Jahr 1392 dem Bischof von Strassburg, der sich wegen seines langjährigen Kriegs gegen die Stadt Strassburg in akuter Geldnot befand, Kleinbasel abgekauft hatte, wurde auch um Kleinbasel eine Stadtmauer errichtet. 1398 war der Bau der Äusseren Stadtmauer vollendet.
Auch nach der Vollendung der neuen äusseren Mauer blieb die alte innere Stadtmauer weiterhin bestehen. Grossbasel hatte jetzt also zwei Mauerringe.
Im 14. Jahrhundert wurde die Kriegstechnik in Europa durch die Einführung des Schwarzpulvers und damit der Kanone revolutioniert, so dass die Äussere Stadtmauer bei ihrer Fertigstellung kriegstechnisch bereits veraltet war und einer ernsthaften Belagerung kaum standgehalten hätte. Man verzichtete jedoch darauf, sie als ganzes aufzurüsten, sondern ergänzte sie lediglich bei aktuellen Bedrohungslagen punktuell durch Schanzen.

## Abbruch der Stadtmauer
Bis Anfang des 19. Jahrhunderts wuchs die Stadtbevölkerung nur langsam und es war innerhalb der befestigten Stadt genügend Raum für die Stadtentwicklung vorhanden. Doch im 19. Jahrhundert setzte ein verstärktes Bevölkerungswachstum ein. Die bestehenden Quartiere wurden intensiv und planlos «verdichtet», Hinterhöfe wurden überbaut und dadurch zu schlecht durchlüfteten dunklen Löchern. Auch die Wasserversorgung und die Ableitung der Abwässer waren dem Bevölkerungswachstum nicht mehr gewachsen. Wiederholt kam es zu Seuchen, die letzte war 1855 eine Choleraepidemie. Die hygienischen Zustände waren unhaltbar geworden. Ausserdem wurde es in der Stadt auch verkehrstechnisch eng.
Es wurde klar, dass bessere Luft- und Lichtverhältnisse, eine geordnete Abfallbeseitigung und die Sanierung der Abwasserkanäle nötig waren. Dazu mussten neue und grosszügigere Quartiere gebaut werden. Dem stand allerdings die Stadtmauer im Weg. Deshalb verabschiedete der Grosse Rat (das Kantonsparlament) am 27. Juni 1859 ein Gesetz zur Stadterweiterung. Dieses sah den Abbruch der Stadtmauern, Stadttore und Schanzen vor. Die Stadtgräben sollten aufgefüllt und zu Strassen und Grünanlagen ausgebaut werden. 
1860 begann die «Entfestigung» der Stadt, 1879 war sie vollendet. Von den Stadttoren blieben nur das St. Johanns-Tor, das St. Alban-Tor und das Spalentor erhalten. Im «Dalbeloch» steht noch ein kurzes Stück der Mauer und dem Stadtgraben («Mühlegraben»), dieser Mauerabschnitt wurde in den 1970er Jahren umfassend renoviert. Der Mühlegraben vor der Mauer im Dalbenloch konnte früher bei Bedarf mit Wasser aus dem St. Alban-Teich geflutet werden. Er wurde nach 1869 aufgefüllt und später als Strasse zu den neu erbauten Liegenschaften am Graben genutzt.
Bei der Wallstrasse ist noch ein Teil der Elisabethenschanze erhalten. Am Auberg ist von der ehemaligen Steinenschanze noch ein Stück der alten Stützmauer zu sehen. Der Rest musste beim Bau des Steinen Parkhauses (1966–1970) entfernt werden. Auch beim St. Johanns-Tor ist noch ein kurzes Stück Mauer mit dem Thomasturm erkennbar. Einige Stadttore und Schwibbögen waren bereits vor dem Grossratsbeschluss zur Stadterweiterung abgebrochen worden, so etwa der Eselsturm (1821), der Spalenschwibbogen (1838), das Rheintor (1839), der Aeschenschwibbogen (1841) und das Aeschenbollwerk (1858).
Der Hofgärtner Karl von Effner entwarf zur Luftverbesserung einen rigorosen Begrünungsplan. Wo die Stadtmauern gestanden hatten, wurden Grünanlagen angelegt, und 1874 wurde auch der Zoo eröffnet. Ausserdem wurde 1875 die Trinkwasserversorgung verstaatlicht und mit dem Bau einer effizienten, das ganze Stadtgebiet umfassende Wasserversorgung begonnen. 1896 erfolgte schliesslich auch der Bau eines Kanalisationssystems.
Während dieser Arbeiten gingen die meisten eingebetteten hebräischen Grabsteine verloren. Nur wenige sind erhalten geblieben, davon sind zwölf im Innenhof des Jüdischen Museums der Schweiz zu sehen.

## Verlauf der Stadtmauern
Beim Abriss der Stadtmauern wurden die ehemaligen Stadtgräben zugeschüttet und zu Strassen und Grünanlagen ausgebaut. So lässt sich der Verlauf der Mauern noch heute zumindest in groben Zügen sehr einfach anhand der heutigen Strassennamen nachvollziehen.

### Innere Stadtmauer
Petersgraben

Leonhardsgraben

(Kohlenberg)

(Steinenberg)

St. Alban-Graben

### Äussere Stadtmauer (Grossbasel)
Thomasturm

St. Johanns-Tor

Schanzenstrasse

Hebel-Schanze

Spalentor

Schützengraben

Steinengraben

Steinenschanze

Elisabethenschanze

Wallstrasse

Elisabethenanlage

Aeschengraben

St. Alban-Anlage

St. Alban-Tor

erhaltenes Mauerstück beim Mühlegraben im «Dalbeloch»
  
Letziturm

### Äussere Stadtmauer (Kleinbasel)
Theodorsgraben

Claragraben

Klingentalgraben

## Stadttore und Schwibbögen

### Innere Stadtmauer
- Spalenschwibbogen
- St. Alban-Schwibbogen
- St. Johanns-Schwibbogen
- Aeschenschwibbogen

### Äussere Stadtmauer
- St. Alban-Tor
- St. Johanns-Tor
- Spalentor
- Steinentor
- Aeschentor
- Riehentor (in Kleinbasel)
- Bläsitor (in Kleinbasel)

### Sonstige Tore und Schwibbögen
- Rheintor (an der Rheinbrücke auf Grossbasler Seite)
- Letziturm (beim St. Alban-Tor)
- Thomasturm (beim St. Johanns-Tor)
- Eisenbahntor (im 19. Jahrhundert mit dem Elsässerbahnhof errichtet)
- Brigitta-Schwibbogen (im St. Alban)
- Oberes Rheintörli (am Kleinbasler Ufer)
- Eseltürli